# Кравченко Віктор Якимович
Віктор Якимович Кра́вченко (нар. 1 травня 1910, Київ — пом. 17 жовтня 1986, Київ) — український радянський архітектор, кандидат архітектури з 1964 року. Лауреат Державної премії СРСР за 1971 рік.

## Біографія
Народився 18 квітня [1 травня] 1910 року в місті Києві (нині Україна). 1941 року закінчив Київський інженерно-будівельний інститут. Брав участь у німецько-радянській війні. Член ВКП(б) з 1942 року.
Працював у Києві: упродовж 1946—1950 років працював у Державному інституті проєктування сільського і колгоспного будівництва; у 1950—1959 очолював майстерню типового проектування інституту «Укржитлосільбуд»; у 1959—1963 роках очолюва сектор сільських виробничих споруд Науково-дослідного інституту архітектури споруд Академії будівництва та архітектури УРСР. З 1963 року — керівник архітектурно-конструкторського бюро Київського зонального Науково-дослідного інституту експериментального проєктування. Помер у Києві 17 жовтня 1986 року.

## Споруди
Серед реалізованих проєктів:
- забудова населених пунктів у зоні Каховського водосховища (1951; у співавторстві);
- забудова сіл Нової Астрахані Ворошиловградської області (1946; у співавторстві) та Ксаверівки Київської області (1957—1960; у співавторстві);
- комплекс мотелю та кемпінгу в Києві (1964—1965; у співавторстві з С. Вероцьким та Н. Шевченком).

Розробив типовий проект колгоспної ГЕС (1946).
Автор наукових праць з архітектури та будівництва.